# Anthostomella nypae
Anthostomella nypae är en svampart som beskrevs av K.D. Hyde, B.S. Lu & Alias 1999. Anthostomella nypae ingår i släktet Anthostomella och familjen kolkärnsvampar.   Inga underarter finns listade i Catalogue of Life.